# Sholay
Sholay (Hindi: शोले, śole; übersetzt: Flammen; engl.: Flames of the sun) ist ein indischer Spielfilm von Ramesh Sippy aus dem Jahr 1975. Der „Indische Western“ in der Tradition der Sieben Samurai oder Spiel mir das Lied vom Tod ist inflationsbereinigt der bislang finanziell einträglichste indische Film und ein erfolgreicher Klassiker des Hindi-Films, der lange in den Kinos und im Kino Minerva in Bombay sogar 286 Wochen (fünf Jahre lang) lief.

## Handlung
In einer Rückblende begleitet der Polizeioffizier Thakur die beiden Freunde und kleinen Gauner Jai und Veeru in einem Güterzug ins Gefängnis. Als der Zug von einer berittenen Räuberbande angegriffen wird, werfen die beiden eine Münze, um zu entscheiden, ob sie dem schwer verwundeten Thakur beistehen oder zu den Räubern übergehen sollen. Jais Münze – sie wird im Film noch zu mancher Entscheidung benötigt – zeigt Kopf, und so bleiben die beiden bei Thakur und vertreiben die Bande.
An einer verlassenen, wüstenhaften Station sucht ein Polizist den inzwischen pensionierten Thakur auf dessen Ranch auf, wo er mit seiner Tochter Radha sehr zurückgezogen lebt, stets ernst und in einen weiten Poncho gehüllt. Thakurs Anliegen an seinen früheren Amtskollegen ist es, für ihn die beiden Gauner aufzuspüren, die ihm seinerzeit das Leben retteten.
Jay und Veeru haben gerade ein Motorrad mit Beiwagen gestohlen und sind dabei, mit ihrer Neuerwerbung eine mit artistischen Einlagen gespickte, musikalische Spritztour durch die imposante, kahle Landschaft Südindiens zu unternehmen; bei einem dubiosen Holzhändler ist Schluss mit lustig: Es geht ab ins Gefängnis.
Der Gefängnisdirektor, ein wichtigtuerischer, cholerischer, aber unfähiger Mann macht den Häftlingen das Leben schwer, wird aber von den beiden erfahrenen Gaunern mühelos ausgespielt. Ihr Ausbruch endet aber in einer noch härteren Haftstrafe: Im Steinbruch.
Hier erreicht sie das Angebot Thakurs: sie sollen für ihn den gefährlichen Verbrecher und Bandenchef, den Dacoit Gabbar Singh, der mit seiner Bande die Dörfer in der Umgebung seiner Ranch terrorisiert, fangen, und zwar lebendig. Dafür verspricht ihnen Thakur eine hohe Prämie. Wie gewohnt wirft Jai seine Münze – und nimmt an.
Am Bahnhof des Dorfs Ramgarh werden sie von der munter plaudernden Basanti, die in der Gegend Taxidienste versieht, mit ihrer kleinen tonga, einem Pferdewägelchen, abgeholt und Veeru verliebt sich sofort in sie. Auf Thakurs Farm erspäht Jai die hübsche, stille Witwe Radha, die Tochter des Thakur, und auch hier bahnt sich eine Beziehung an.
Die erste Begegnung mit Gabbar und seiner Bande endet mit einem Sieg der beiden schussfesten und zielsicheren Gauner; Gabbar – immer in Tarnanzug und mit Stiefeln – bringt dagegen drei seiner Bandenanführer wegen ihres Versagens eigenhändig um.
Im Dorf wird inzwischen der Sieg gefeiert, doch Gabbar Singhs Bande greift erneut an, schießt, plündert und brennt nieder; als Thakur nicht eingreift, werfen ihm Jay und Veeru Feigheit vor. In einer Rückblende erfährt der Zuschauer, dass die Familie Thakurs vor Jahren von Gabbar und seiner Bande feige ermordet wurde; Thakur, der die Bande damals verfolgte, war gefangen genommen und grausam verstümmelt worden: Gabbar hatte ihm beide Arme abgehackt.
Nachdem so das Rätsel des vom Thakur getragenen Ponchos und seine seltsame Passivität endlich gelüftet ist, zögern Jay und Veeru nicht mehr, ihm – nun auch ohne Kopfgeld – zu helfen und den teuflischen Gabbar zu jagen.
Beim Überfall auf einen Waffenhändler, der Gabbar mit Waffen versorgt, fliegt das Munitionslager in die Luft; Radhas Liebe zu Jay und Basantis Zuneigung zu Veeru steigen mit deren moralischer Besserung; als Veeru sich aber hinter einem Götterbild versteckt und der um göttlichen Rat bittenden Basanti Ratschläge erteilt, kann Jay nicht mehr an sich halten, greift ein und vereitelt die Hinterlist seines Kumpanen, den er lange genug kennt, um ihn als völlig unfähig zu einer ernsthaften Beziehung einzustufen.
Durch den Mord an einem armen Studenten aus dem Dorf versucht Gabbar die Leute erneut einzuschüchtern, die aber nun, durch Jay und Veeru ermutigt, auf Widerstand sinnen.
Zwischen Radha und Jay sowie zwischen Veeru und Basanti geht es derweil um eine mögliche Hochzeit; bei Veeru ist es seine Unzuverlässigkeit und sein Alkoholismus, bei Radha ihr Witwenstatus und bei Jay sein Ganoventum, was für Widerstände sorgt. Als Veeru und Basanti der Bande in die Hände fallen und die junge Frau im Bandenversteck vor Gabbar bis zum Umfallen tanzen muss, um Veerus Leben zu retten, greift Jay durch gezielte Schüsse ein und ermöglicht den beiden die Flucht.
Mit seiner obligatorischen Münze entscheidet Jay auch hier, dass er es sein wird, der den riskanten Rückzug über eine schmale Brücke deckt. Er treibt die Gangster zurück, aber zu Tode getroffen sinkt er nieder, und Veeru entdeckt, dass die Münze, mit der Jay so viele Entscheidungen herbeiführte, auf beiden Seiten Kopf trug: Jay hat sich für seinen Freund geopfert.
Thakur bekommt nun Gabbar in seinem Schlupfloch zu fassen und rächt sich auf grausame Weise: da ihm die Arme von Gabbar abgeschlagen worden waren, tritt er den Unmenschen mit Nagelschuhen zu Tode.
Die Abschlussszene zeigt eine erneut um ihren Liebsten gebrachte Radha. Das Happy End verkörpert sich in Veeru und Basanti, die gemeinsam einen Neuanfang an anderer Stelle beginnen wollen.

## Wirkung
- Sholay genießt durch seine Verbindung von Liebesgeschichte, Komödie, Musikdrama und Gangsterfilm in Indien bis heute einen Ausnahme- und Kultstatus[3], und es dürfte wenige Erwachsene geben, die den Film in ihrem Leben nicht wenigstens einmal gesehen haben. „In einer Befragung gaben nicht wenige Inder an, SHOLAY … mehr als fünfzigmal gesehen zu haben. Ein weiterer Teil der Befragten ging sogar so weit zu sagen, dass sie überhaupt nicht mehr in der Lage wären zu zählen, wie oft sie diesen Film gesehen hätten. In der Liste der erfolgreichsten indischen Filme aller Zeiten steht SHOLAY unangefochten an der Spitze.“[4]
- In der Bestenliste der indischen Filme nimmt Sholay Rang 16 ein.[5] Dies ist maßgeblich auf die Besetzung der Hauptrollen zurückzuführen. Der unvermeidliche Kalnayak (Schurke) war mit Amjad Khan in der Rolle des Dacoit (Räubers) Gabbar kongenial besetzt; ihm (geb. 1940, gest. 1992 an den Spätfolgen eines Autounfalls) gelang als einem der wenigen negativen Helden eine steile Werbekarriere; die unverhüllte Darstellung von Gewalt, Zynismus und Unberechenbarkeit in seiner Gestalt, die im Film das Böse schlechthin verkörpert, machte Sholay zu einem in Indien bis dahin unbekannten filmischen Ereignis.
- Auch Amitabh Bachchans Popularität beruht maßgeblich auf diesem Klassiker des Bollywoodgenres, in dem er in der Gestalt des kleinen Gauners Jai eine differenzierte, humorvolle Charakterstudie abliefert.
- Bis heute werden Kernsätze des Films zitiert, u. a. die von Amjad Khan unübertroffen artikulierten Monologe und Redensarten des Schurken Gabbar ("Bahut na insafi hai!"/"Das ist aber ein Unrecht!" – "Kitne admi the?"/"Wie viele Männer waren es?"). Die Haupt-Songs werden auch nach über 35 Jahren immer noch gesungen, im Internet aufgerufen und sind bis heute gut bewertet.[6]

## Sonstiges
- Das fiktive Filmdorf Ramgarh, in dem die Handlung spielt, wurde eigens für den Film in der Nähe von Bangalore errichtet und ist heute Touristen-Ausflugsziel.[7]
- Die teilweise atemberaubenden Stunts wurden erstmals in der Geschichte Bollywoods mit Hilfe ausländischer Stunt-Experten inszeniert.
- Am Rande des Drehs entwickelten sich allerhand erotische Verwicklungen: Amitabh Bachchan spielte mit seiner Ehefrau, die hier seine Filmwitwe Radha (Jaya Badhuri) darstellt, und schon mit der gemeinsamen Tochter schwanger war. Beide sind bis heute glücklich verheiratet. Um Hema Malini, die die Basanti spielte, entbrannte ein heftiger Wettstreit zwischen dem distinguierten, älteren Sanjeev Kumar (Thakur) und seinem Rivalen Dharmendra (Veeru), bei dem der Jüngere den Sieg davontrug.
- Den realen Hintergrund der Story bildet das indische Bandenwesen Dacoity, das vom Chambal-Tal in Madhya Pradesh aus lange Zeit Zentral- und Nordindien unsicher machte und allen Versuchen, die Region zu befrieden, trotzte. Bekannt wurde die Bandenführerin Phulan Devi (1963–2001), die es bis zur Parlamentsabgeordneten brachte und der man – wie Gabbar – nachsagte, sie habe einige ihrer Feinde eigenhändig umgebracht.[8] Dacoity ist noch heute auf dem Lande ein Problem.
- Govardhan Ashranis Rolle mit Uniform, Bart- und Haartracht spielt auf Charlie Chaplins Großen Diktator an.